# 阿克埃奇 (佛羅里達州)
阿克埃奇（英語：Acreage）是位於美國佛羅里達州棕櫚灘縣的一個人口普查指定地區。

## 地理
阿克埃奇的座標為26°46′14″N 80°15′23″W / 26.77056°N 80.25639°W，而該地最高點為海拔高度5米（即16英尺）。

## 人口
根據2010年美國人口普查的數據，阿克埃奇的面積為0.00046平方千米，當中陸地面積為0.00046平方千米，而水域面積為0.00000平方千米。當地共有人口38704人，而人口密度為每平方千米84,139,130人。